# 대구동일초등학교
대구동일초등학교(大邱東一初等學校)는 대한민국 대구광역시 수성구에 있는 초등학교다.

## 연혁
- 1983-03-01 개교(1-5학년 15학급 552명)
- 1983-09-30 개교기념일
- 1986-03-01 대구직할시교육청지정 미술과 시범학교 운영
- 1996-03-01 대구동일초등학교로 교명 변경
- 2005-01-15 5층 8개교실 증축
- 2005-02-25 모둠학습실, 다목적실 설치
- 2006-04-30 녹색학교 조성
- 2007-02-15 현관 현대화 사업
- 2007-07-30 과학 탐구실 현대화 사업
- 2007-08-31 엘리베이터 설치
- 2009-11-26 교사 외벽 리모델링 사업
- 2009-12-23 1교 1특색 창의성 교육 우수학교(교육감)
- 2010-03-01 대구광역시교육청지정 창의ㆍ인성 시범학교 운영
- 2010-08-18 컴퓨터실 현대화 사업(민간참여)
- 2010-08-20 과학실 현대화 사업, 교실 증축(서편8실), 화장실 증축(서편6실)
- 2010-12-10 도서실 개관
- 2011-01-10 체육시설 정비
- 2011-03-01 제13대 정남권 교장선생님 부임
- 2011-09-01 실내 환경 개선사업(교실마루 19실, 창틀 16실, 현관2)
- 2012-02-16 제28회 졸업(졸업생수 204명, 졸업생 총수 4330명)
- 2012-03-01 34학급 편성(전교생 1305명)
- 2012-12-21 2012학년도 토론교육 우수학교(교육감)
- 2013-02-15 제29회 졸업(졸업생 수 248명, 졸업생 총 수 4578명)
- 2013-03-01 34학급 편성 (전교생 1223명)
- 2013-09-01 제14대 이경희 교장선생님 부임
- 2014-02-03 돌봄겸용교실 설치, 교문 및 게시판 설치
- 2014-02-14 제30회 졸업식(224명 졸업, 졸업생 총수 4,802명)
- 2014-03-01 34학급 편성(전교생 1178명)
- 2014-06-20 제33회 대구학생미술실기대회 종합우수상(1위)
- 2015-02-13 제31회 졸업(졸업생수 177명, 졸업생총수 4,979명)
- 2015-03-01 34학급 편성(전교생 1132명)

## 학교 상징
- 교화 - 백일홍 : 부처꽃과의 활엽 교목으로 성실, 자주, 인내, 원만함을 상징함
- 교목 - 느티나무 : 느티나무과의 활엽 교목으로 고귀한 위엄과 강인한 주체성을 상징함